# Christelle Echilley
Christelle Echilley, née le 18 février 1968 à Vesoul, est une handballeuse internationale française des années 1980-1990, évoluant au poste de gardienne de but.
Echilley joue au cours de sa carrière notamment au CS Vesoul et à l'Entente sportive Besançon féminin, club multiple vainqueur du championnat et de la coupe de France de handball dans les années 2000.
Elle mesure 1,76m pour 69kg.

## Biographie
Elle évolue dans son enfance au CO Jussey, avant de rejoindre le Cercle sportif Vesoul Haute-Saône.

## Palmarès

### En clubs
- Championnat de France
  - Vainqueur : 1998
- Coupe de France
  - Finaliste : 1998

### En équipe de France
- Championnat du monde C
  - Finaliste : 1988